# 垣原賢人
垣原 賢人（かきはら まさひと、1972年4月29日 - ）は、日本の男性プロレスラー。ミヤマクワガタの収集家でもあり、「ミヤマ☆仮面」として、子供向けの昆虫イベントを主宰。愛媛県新居浜市出身。血液型O型。

## 来歴
1989年に新生UWFのオーディションに合格。同期には長井弘和（現：長井満也）、冨宅祐輔（現：冨宅飛駈）がいた。1990年8月、横浜アリーナ大会にて冨宅祐輔戦にてデビュー、団体分裂後は高田延彦率いるUWFインターナショナル（以下「Uインター」）に所属、旗揚げ戦の田村潔司戦ではいきなり骨折により長期欠場に追い込まれた。
Uインター時代、テネシー州ナッシュビルで数か月間、海外武者修行を経験。ビル・ロビンソンから、キャッチ・アズ・キャッチ・キャンをマンツーマンに近い形で教わった。
その後、当時U系では数少ない使い手であったニールキックや船木誠勝に影響を受けた掌打といったスピーディな打撃技や、会場を沸かせる若さあふれる小気味いいファイトにより台頭。95年にはゲーリー・オブライトからの金星を上げその後は高田延彦とメインイベントで対戦するなど、田村潔司と共に次代のエース候補として期待された。また、何度かに渡る田村との対戦は名勝負として度々注目された。そして田村が出場拒否したUインターと新日本プロレスの対抗戦が始まると、その初戦で佐々木健介を破り第一線に躍り出た。

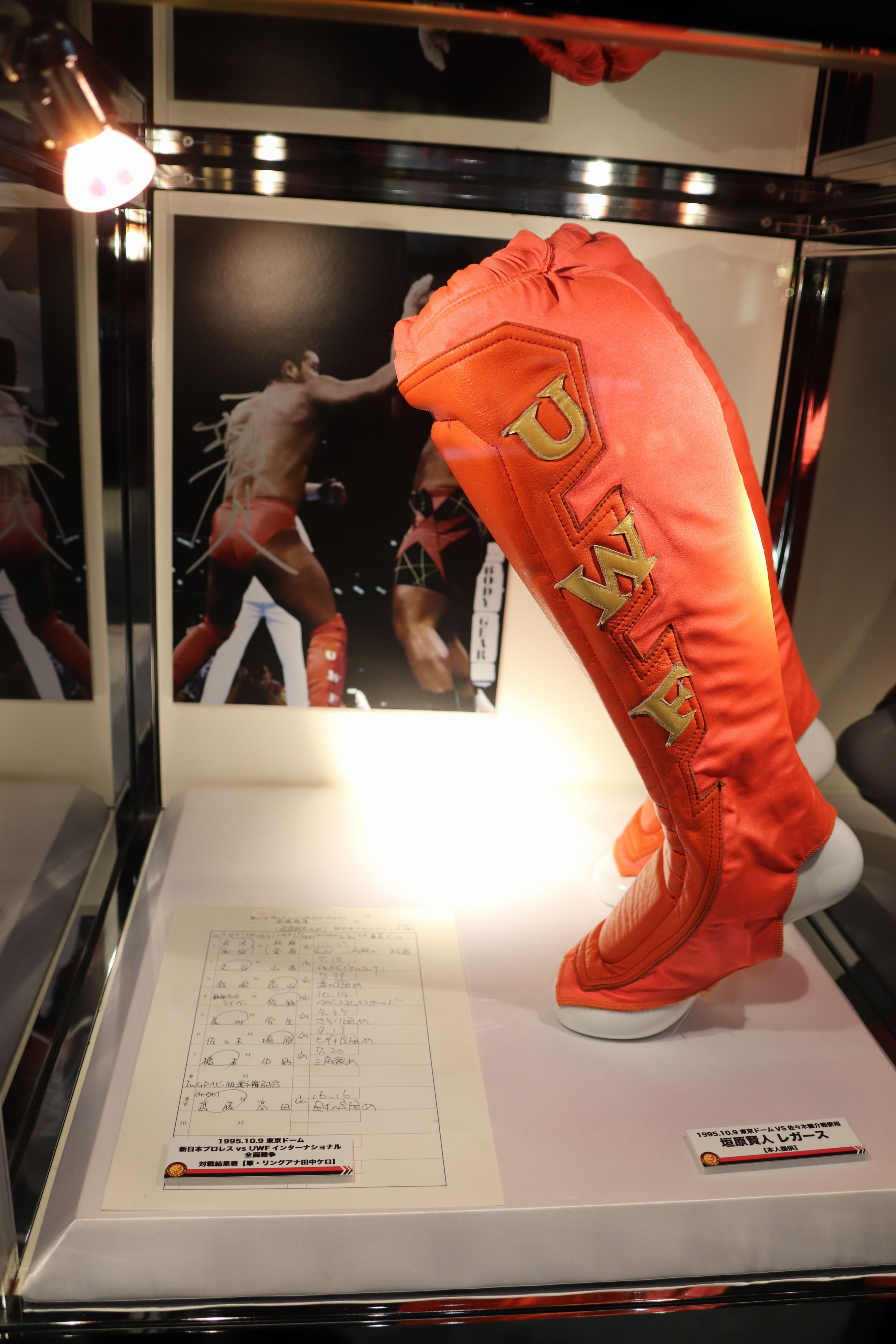
新日本プロレスｖｓUWFインターナショナル対抗戦で使用した垣原のレガース。

Uインター崩壊後は後継団体のキングダムに参加し、旗揚げ戦はメインを飾るも、同団体が格闘技色を濃厚にしてゆくにつれて後輩の桜庭和志や金原弘光らの台頭に影が薄くなり、山本健一（現：山本喧一）戦ではバッティングにより18秒で敗退。解散後は他の選手たちのようにPRIDEやリングスなど格闘技団体ではなく全日本プロレスに参戦、Uインター時代の同僚高山善廣、ゲーリー・オブライトと第2次TOPとして活動した後、三沢光晴率いるアンタッチャブルの一員となって活躍した。
しかし、2000年の全日本プロレス分裂騒動で垣原は三沢らと共にプロレスリング・ノアに移籍したが、旗揚げ戦のタッグマッチでオープンフィンガーグローブを装着し、大森隆男らを一方的に叩きのめすファイトを繰り広げ、そのまま翌日以降の興行に参戦せずに退団。（経緯と理由は下記項目に記載）古巣の全日本にフリーとして復帰した。全日本と新日本プロレスとの対抗戦にも参戦するようになり、そのまま新日本に鞍替えし、2002年に新日本に正式入団。2003年にはBEST OF THE SUPER Jr.で優勝を果たしたが、垣原はその後もケガを繰り返した。
2006年4月19日に頸椎椎間板ヘルニアに起因する第4・第5頸椎損傷により現役引退を発表し、5月28日の後楽園ホール大会における対金本浩二戦で引退した。第1試合として5分1本勝負で行われ、試合後の垣原の引退セレモニーにはUインターの主だったメンバーも参加した。
引退後の垣原は、クワガタと森を愛するネイチャーボーイ、「ミヤマ☆仮面（ミヤマクワガタに由来）」としてクワガタによる「クワレス（クワガタレスリングの略）」をプロデュース。その様子は、PS3「まいにちいっしょ」内のトロ・ステーション2007年8月13日放送分において見ることができる。2007年に5歳（試合当時）の息子が覆面レスラー「ちびミヤマ仮面」としてUWAI STATION興行で菊タローと対戦し、勝利している。ゴールドジム（株式会社THINKフィットネス）のトレーナー、IWGP実行委員として活動。
2011年9月20日に行われたスターダム秋田大館大会で、ウルティモ・ドラゴン&美闘陽子vs男色ディーノ&世IV虎戦の特別立会人として来場した。
2011年11月16日に行われた『金原弘光デビュー20周年記念興行「U-SPIRITR」』にて、1日限定の復活を果たしたが、負けたままでは終われないと語り（対戦相手は望月成晃）、完全復活を目指すと宣言している。
2012年9月21日、リアルジャパンプロレスにて「ミヤマ☆仮面」として復帰した。
2014年12月、垣原のFacebookにて悪性リンパ腫に侵されていることを公表し闘病生活に入っており、2015年8月18日には垣原を応援する有志主催により大日本プロレスが後楽園ホールの開催日程を提供し運営に協力する形で「Moving On〜カッキーエイド〜」が開催された。
2017年8月14日、藤原喜明とのシングルマッチで復帰。
2018年1月4日、WRESTLE KINGDOM12 in 東京ドームの第0試合 1分時間差バトルロイヤル ～ニュージャパンランボー～に登場し、優勝した。

## 戦績

### 総合格闘技
| 総合格闘技 戦績 | 総合格闘技 戦績 | 総合格闘技 戦績 | 総合格闘技 戦績 | 総合格闘技 戦績 | 総合格闘技 戦績 | 総合格闘技 戦績 |
| --------------- | --------------- | --------------- | --------------- | --------------- | --------------- | --------------- |
| 1 試合          | (T)KO           | 一本            | 判定            | その他          | 引き分け        | 無効試合        |
| 1 勝            | 0               | 1               | 0               | 0               | 0               | 0               |
| 0 敗            | 0               | 0               | 0               | 0               | 0               | 0               |

| 勝敗 | 対戦相手         | 試合結果          | 大会名         | 開催年月日     |
| ○    | ロッキー・ロメロ | 1R ヒールホールド | Jungle Fight 3 | 2004年10月23日 |

## タイトル歴
WAR
- WAR世界6人タッグ王座：第11代（パートナーは高田延彦、佐野友飛）
- 6人タッグトーナメント優勝（1996年）（パートナーは高田延彦、佐野友飛）

全日本プロレス
- アジアタッグ王座：第69代（パートナーは長井満也）

新日本プロレス
- BEST OF THE SUPER Jr. 優勝（2003年）
- ニュージャパンランボー 優勝（2018年）

## 得意技
カッキーカッター
小川直也のSTOに酷似しているが垣原の場合は大きく振りかぶるように相手の足を刈るのが特徴。
カッキーカッター改（トルネード・カッキーカッター/CKカッター）
コブラクラッチの態勢から入る改良型も存在する。
相手をコブラクラッチの体勢から、相手を反転させてカッキーカッターに移行する。
稲妻レッグ・ラリアット
同郷の木村健悟から稲妻ニーパッドを譲り受け後継者に指名されており、その後、同郷の愛川ゆず季に継承された。またシャイニング式で放つ、シャイニング・イナズマもある。
マシンガン掌底
垣原の代名詞と言える技。非常に高速で繰り出される。
ローリング掌底
全日本で垣原のアンタッチャブル在籍時に三沢のローリングエルボーを掌底に応用して考案した。放つ前に手首を掴み力を入れることもある。
ランニング掌底
走りこんで決める掌底。
グラウンドヘッドロック
2004年のベスト・オブ・ザ・スーパージュニアに向けてU.W.F.スネークピットジャパンでビル・ロビンソンの指導を受け完成させた。初披露はU-STYLEでの佐々木恭介戦。
グラウンドネックロック
バズソーキック
仰向けになった相手の上半身を起こして相手の左側頭部を振り抜いた右足の甲で蹴り飛ばす。
各種キック
ローキック、ミドルキック、ハイキック、ローリング・ソバット

## 入場テーマ曲
- レガリテート - LEGALITÄT （尾崎豊） - UWFインターナショナル在籍時に使用。
- UWFプロレスメインテーマ - 主にUWFインターナショナル離脱後に使用。
- HEATS（影山ヒロノブ） - 全日本プロレス在籍時に使用。「真ゲッターロボ 世界最後の日」の主題歌。
- 彼 （尾崎豊） - プロレスリング・ノア旗揚げ戦で使用。
- SUNSET CUTTER - 新日本プロレス在籍時使用（キングレコード「BATTLE CITY～新たな超戦士ヒーロー～」収録、安部潤作曲）

## その他
- 尾崎豊ファンを公言しており、プロレスラーを志していた高校時代、怪我で療養生活を送っていた最中に兄から試聴を薦められた事がきっかけ。尾崎の事務所社長とUWFの後援会長が顔馴染みであったり、横浜アリーナのコンサートチケットを自ら購入するなどしていたが、彼の急逝によって直接対面する事は叶わなかった。以後、尾崎の曲を試合入場曲として使用するようになり、NHKの尾崎追悼番組にも出演している[6]。
- お笑い芸人のキャプテン渡辺は、UWFインターナショナル時代で面倒を見た練習生であり、スパーリング中に垣原が渡辺の腕を折ってしまい、その治療の過程で夜逃げしている。垣原はこの事を長年気にかけていたが、2011年に渡辺と再会した際に夜逃げの原因は怪我では無かった事、その時点でお笑い芸人に進もうと決意していた事を聞かされた[6]。
- Uインター時代の後輩である高山善廣からは高山の方が年長だが「垣原さん」と呼ばれ、「高山」と呼び捨てる。しかし、同じく年長だがキャリアでは後輩になる永田裕志らを「さん」付けで呼ぶ。
- ミヤマ仮面として活動する一貫として上記の高山も昆虫好きと聞き世界最大のクワガタであるパラワンオオヒラタクワガタをプレゼントしたが高山はカブトムシ派でありあまり喜ばれなかったことがある。
- ライバルはUWF時代の先輩の田村潔司と、同期でデビュー戦の対戦相手である冨宅飛駈。三者ともUWFに対して思い入れの強いレスラーで、他団体移籍後も垣原はUWFの3文字が刻まれたレガースを着用している。2004年には田村が主催するU-STYLEで顔を合わせているが遂に対戦することはなかった。
- 趣味は昆虫（特にクワガタ）採集で、アウトドア系の雑誌に登場したり昆虫誌に連載を持っていたりしたことがある。また、2004年11月のJungle Fightで訪れたブラジルや、2005年9月の第1回国際武道大会で訪れた北朝鮮の密林を探索しようとしたこともある（何れも諸事情で断念）。
- ノア退団の際に、三沢は「旅に出す」という、復帰もありうるようなコメントを出している。しかし、その後新日本とノアの間で争われたジュニアヘビー級レスラーの対抗戦に、垣原は一切絡まなかった。また高山がノアとの関係を持続したまま新日本で活躍した頃、「僕は高山の弱点を知っている」と高山と絡む意思があると受け取れるコメントを出したにもかかわらず、一切後が続かなかった。これらを考え合わせ「事実上垣原はノアから出入り禁止されている」というファンもいたが、一方で引退興行には三沢や浅子覚らノア勢からも花が届けられていた。引退直前のインタビューにおいて、垣原は「試合後、大森から『ああいうのはボクは出来ない』と言われ、自信を無くした。小橋さんらが真剣に相談に乗ってくれてありがたかったが、本当はこの世界を辞める気でいた」と語っている。
- 上記のノア退団の真相はインタビューでも多くを語らなかったが、2015年に出版した自伝で改めてその事を明かしている。負傷欠場中に発生した全日本プロレスの大量離脱騒動とノア旗揚げを迎えるにあたって自身のスタイルの確立に悩んでおり、打開策としてかねてから切望していたマスクマンへの変身を決意。オープンフィンガーグローブによる打撃もその構想の一環として組み込んだ。マスクデザインやリングネームも事前に用意した上でアイデアを直談判し、三沢をはじめとする当時のフロント陣からは却下されたが、それ自体に対する反発心はそれほど起こらなかった。一方、幼少期から快く思っていなかった父親との間に確執が生じていた事やリングに集中出来る環境を望んだにもかかわらず所属団体の分裂や解散が相次いだ事、そして前述の怪我による欠場があった事なども含めて、プロレスラー廃業を検討するまでに追い詰められており、旗揚げ戦の試合には参加したものの、翌日以降は再欠場したまま退団に至った。垣原はこの事について自暴自棄に陥っていたとする上で、「どんな個人的事情があったとしても、社会人としてあるまじき行為だった。」と自省する一文を残している。所属選手1人ずつには電話で別れの挨拶をし、快く思わない人間も多かった為、たった5秒で電話を切られたりもしたが、ジョー樋口は「この業界は狭いからまた何処かで一緒にやる事もある。辞める事は気にしなくていい。必ずまた会える。」と励まし、三沢も親身になって相談に乗り、退団に関しては「旅に出すようなもの」とコメントして咎めなかっただけでなく、垣原の引退試合には花束を届けている[6]。試合における大森への攻撃にシュートマッチ疑惑が浮上したり、フロント陣への不信感を募らせていたという噂もあったが、実際は精神的に不安定な状態で試合に出場し、練習したボクシングスタイルを披露した相手が偶然大森であったというのが真相だった。
- 現役期間中に所属したすべての所属団体が崩壊や分裂、経営不振などといったよからぬ事態に陥るというジンクスがある。

### 家族
- 長女：垣原綾乃 - アイドルグループ「バクステ外神田一丁目」のメンバーとして芸能界デビュー[7]（4期生）。5年の活動ののち2018年3月、父の仕事を手伝うためフリーランスのアイドルとなる[8]。
- 長男：垣原つくし - ちびミヤマ仮面として5歳でプロレスデビュー。成長後はご当地ヒーローであるクワガタ忍者を務め、映画などにも出演。

## CM・広告
- ファイザーオンコロジー（2018 - 2019年）

## 著書
- 『Ｕの青春～カッキーの闘いはまだ終わらない』(2015年8月18日、廣済堂出版)ISBN 978-4331519592[9]